# Feldkirchen in Kärnten

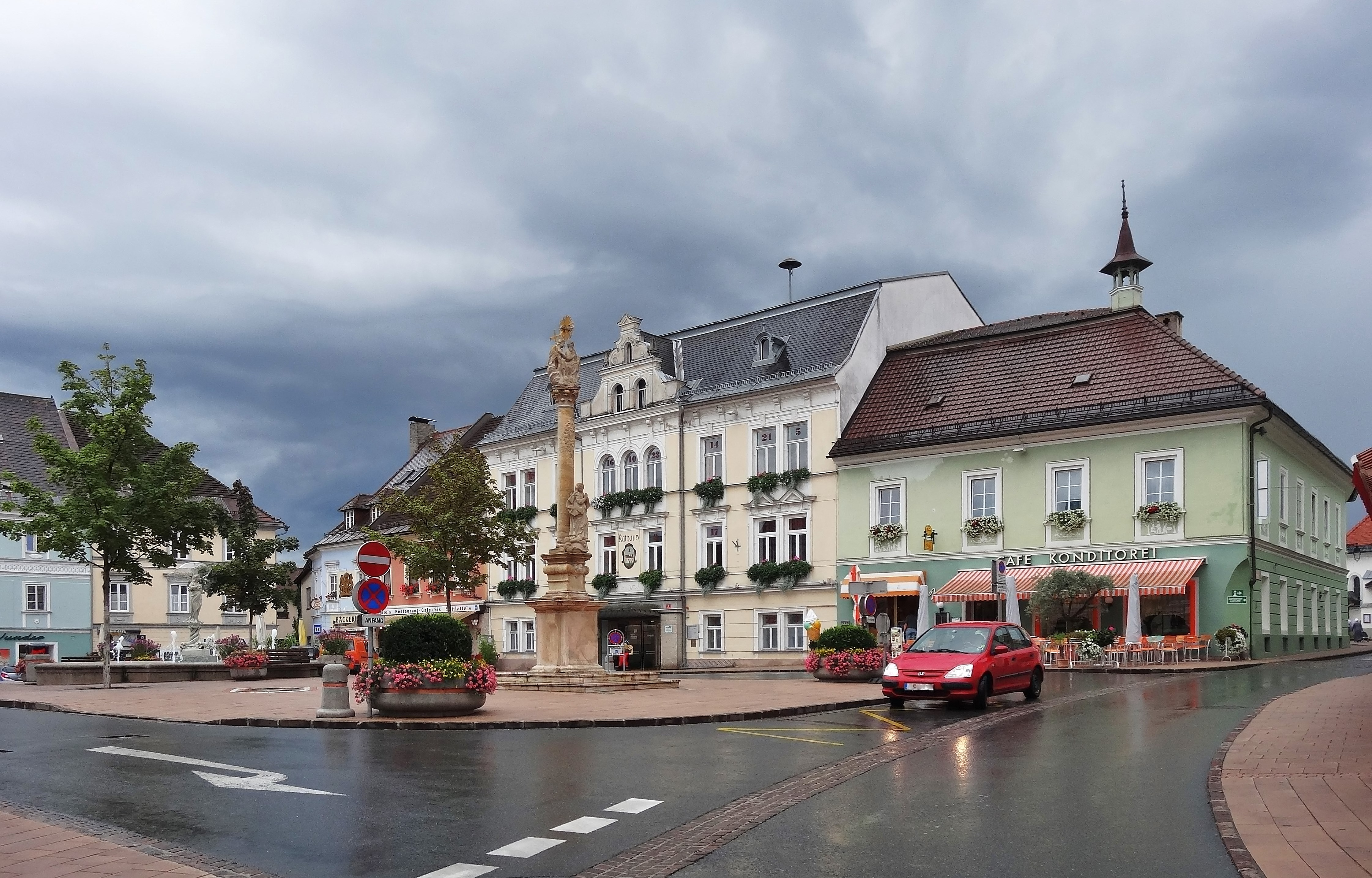
Hauptplatz (Piazza principale)

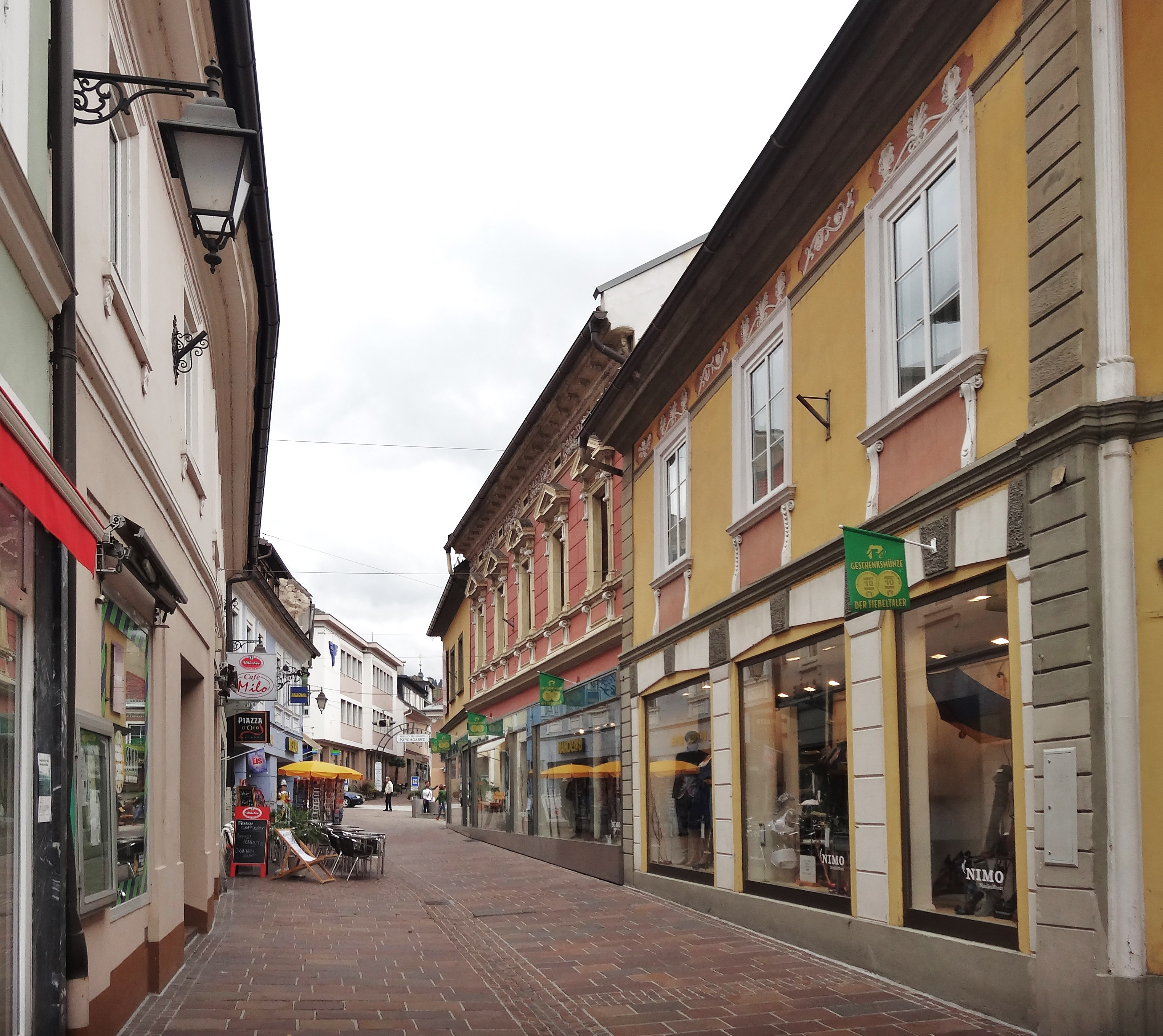
Kirchgasse

Feldkirchen in Kärnten (fino al 1973 Feldkirchen, in sloveno Trg) è un comune austriaco di 14 235 abitanti nel distretto di Feldkirchen, in Carinzia, del quale è capoluogo e centro maggiore; ha lo status di città capoluogo di distretto (Bezirkshauptstadt). Nel 1964 ha inglobato il comune soppresso di Waiern e nel 1973 quelli di Glanhofen, Klein Sankt Veit e Sittich. È gemellato con il comune italiano di Bisignano. Il nome Feldkirchen significa la chiesa sul campo.

## Monumenti e luoghi d'interesse

### Architetture religiose
- Chiesa parrocchiale cattolica Maria im Dorn risalente al XII secolo

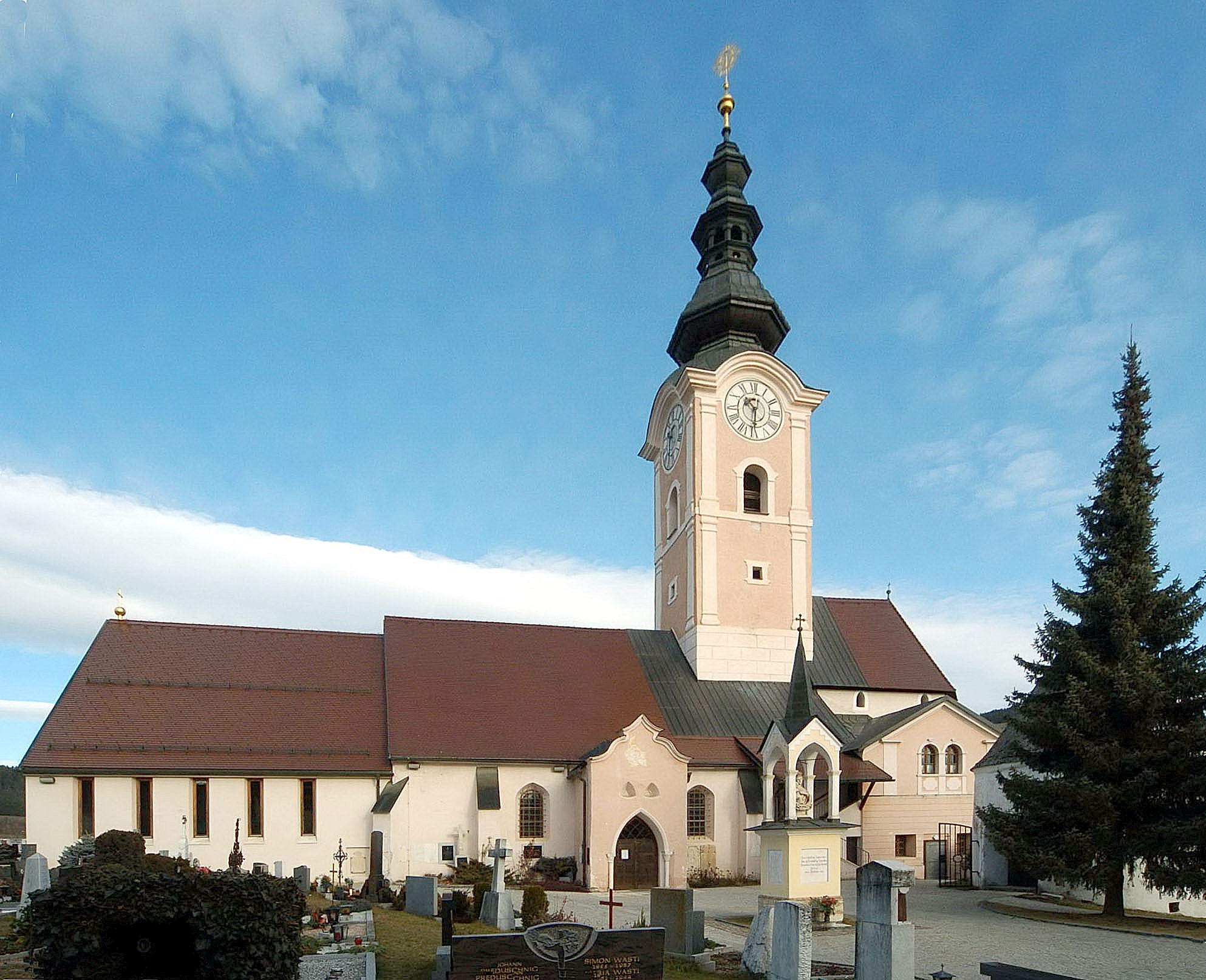
Maria im Dorn
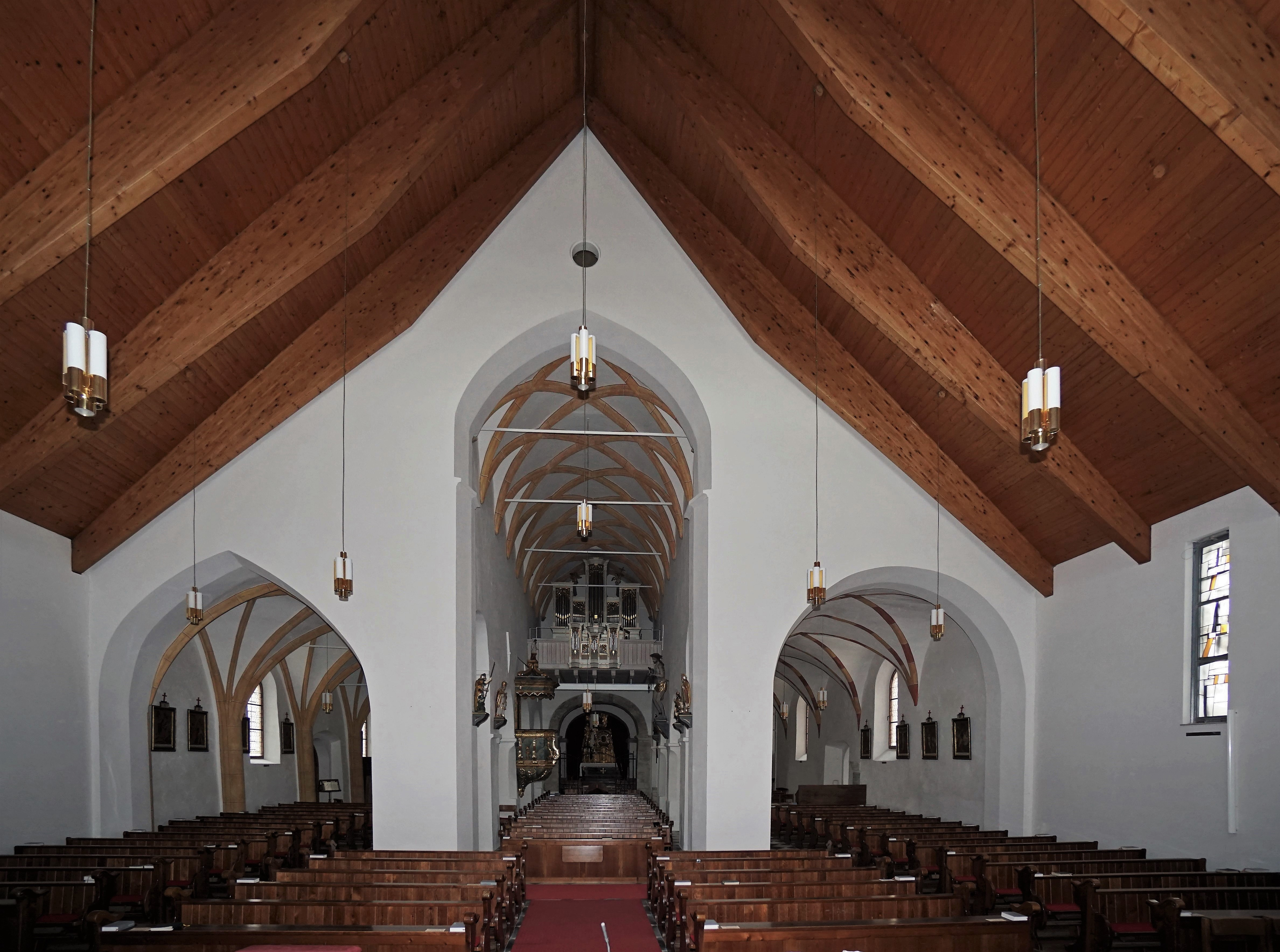
L'interno della chiesa
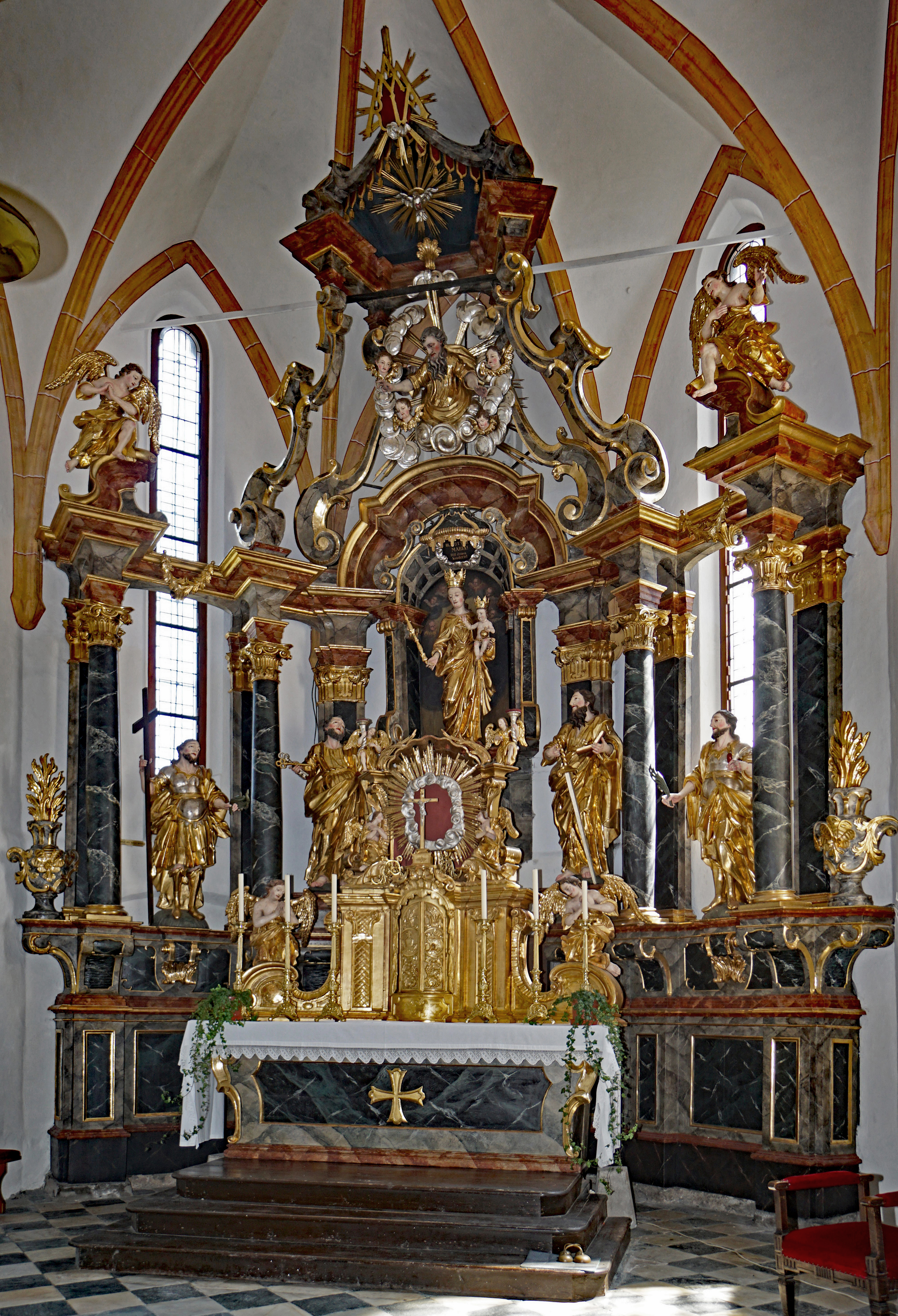
L'altare maggiore

- Chiesa cattolica St. Lambert di Hart
- Chiesa cattolica St. Leonhard di Stocklitz
- Chiesa cattolica St Michael
- Chiesa cattolica St. Martin
- Chiesa cattolica St. Ulrich

### Altri edifici e luoghi di interesse
- Castello di Poitschach, nell'omonima località
- Castello di Gradisch, nell'omonima località
- Antoniusheim
- Castello di Lang
- Castel Greifenthurn
- Castello Dietrichstein con il lago e le rovine
- Rovine di Prägrad

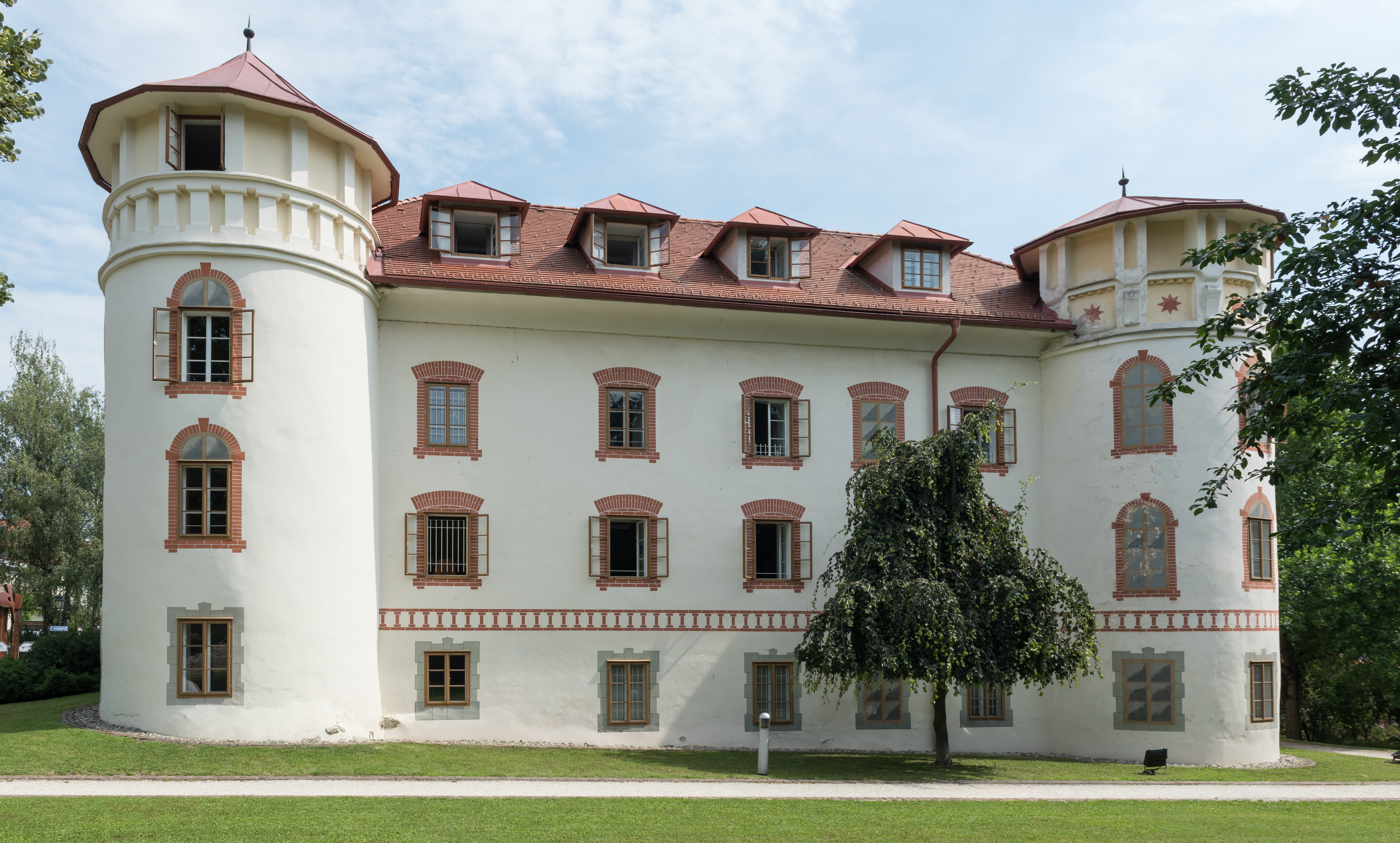
Amthof
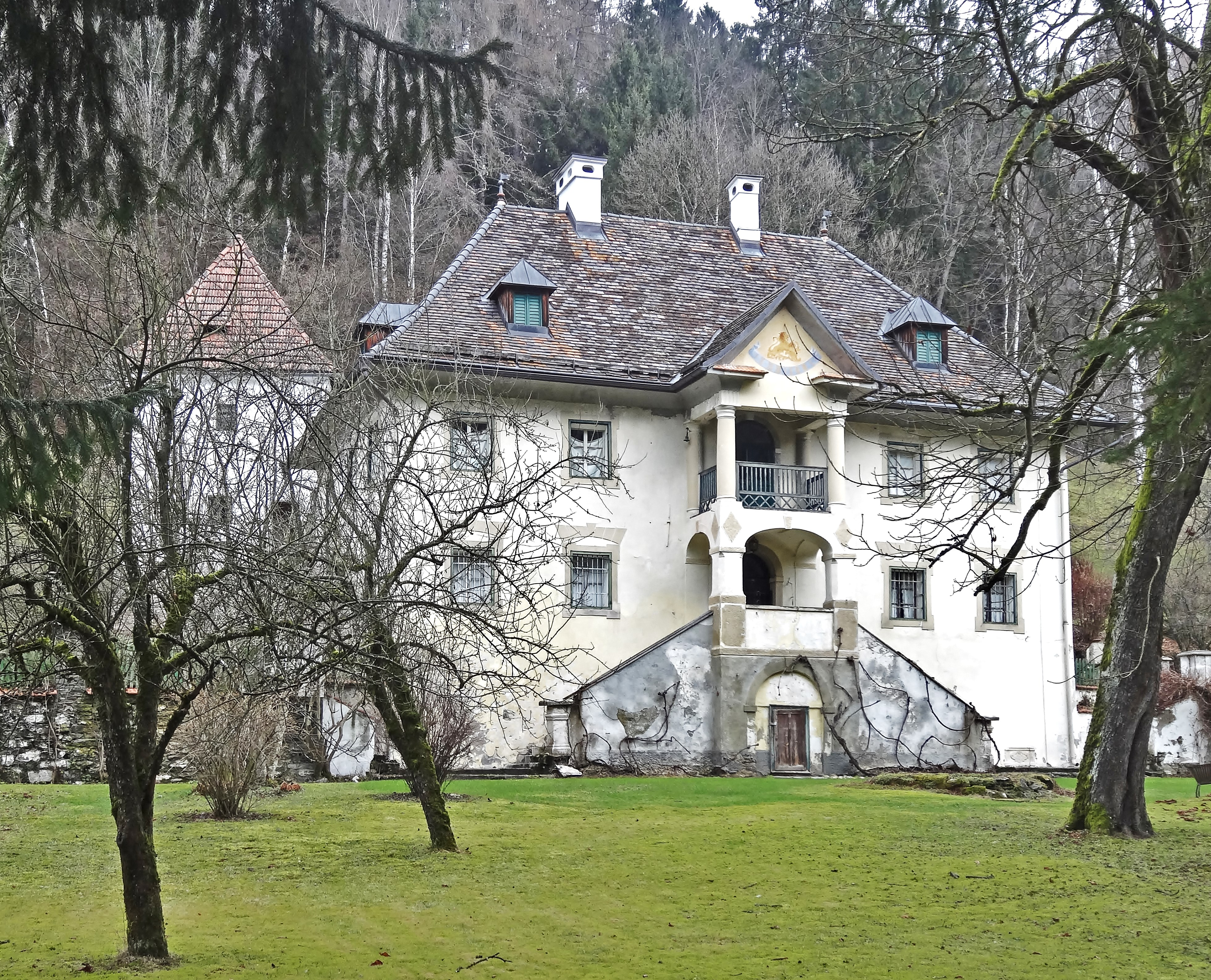
Castello di Lang
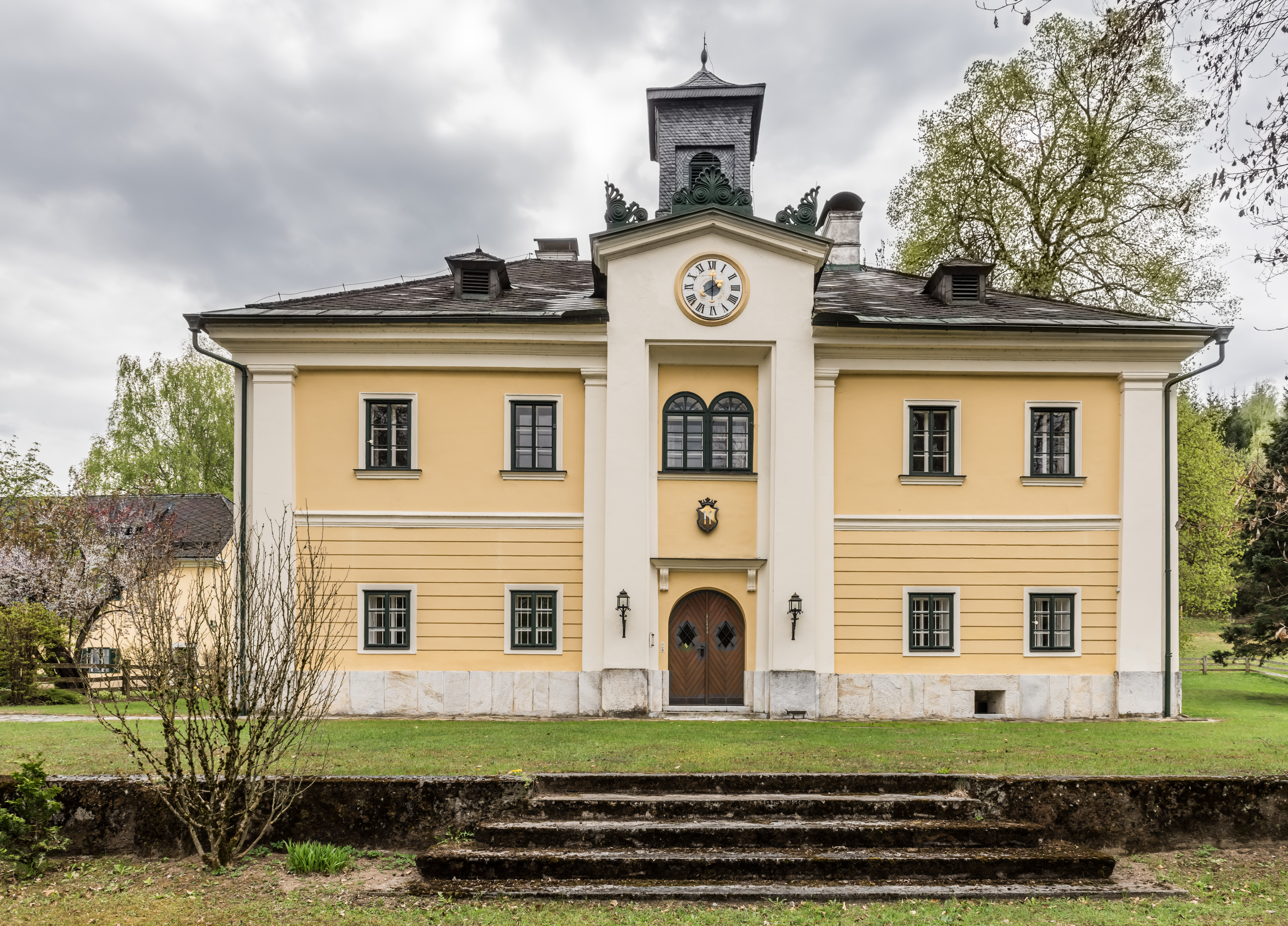
Castello Dietrichstein
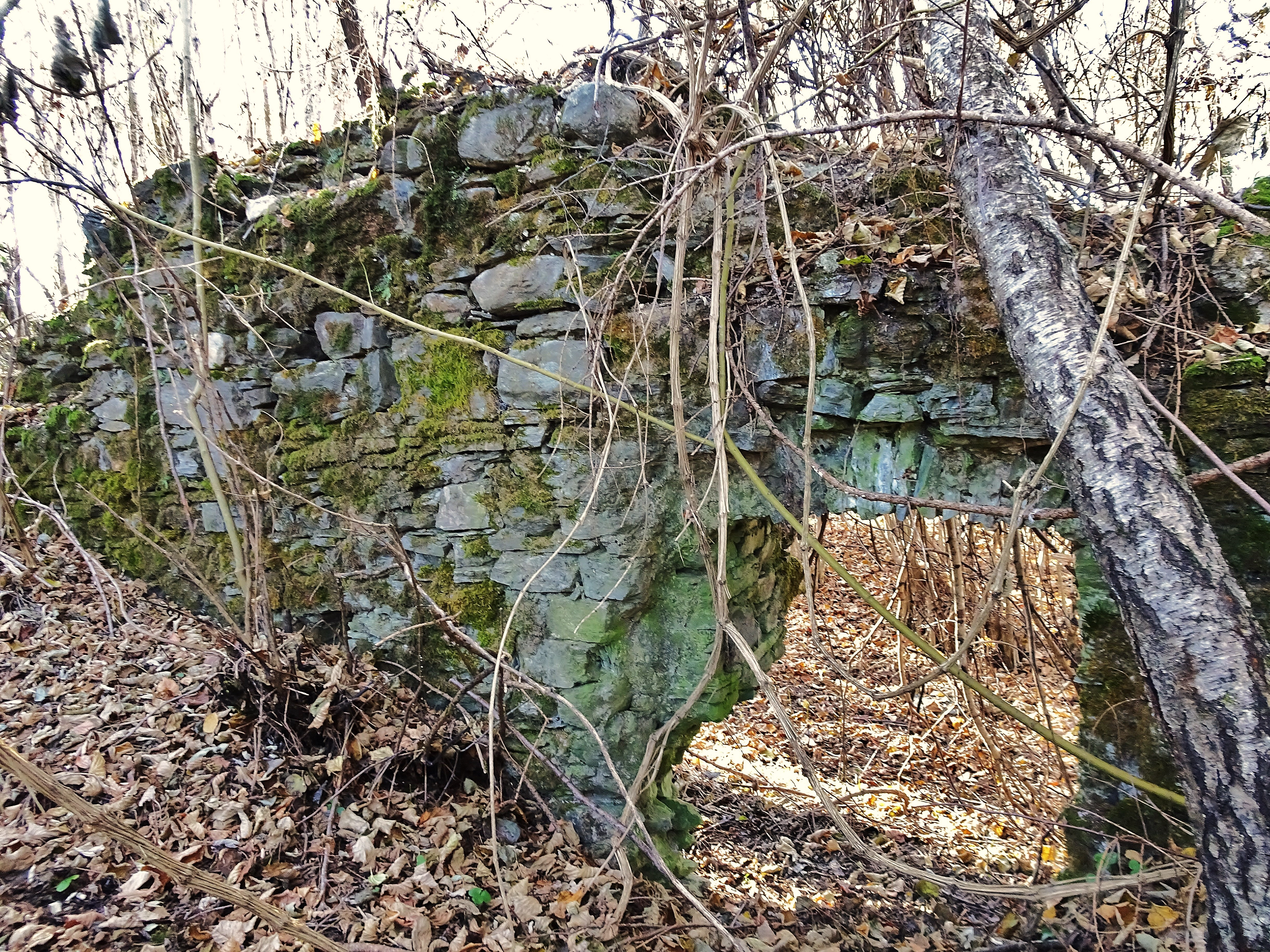
Rovine di Dietrichstein
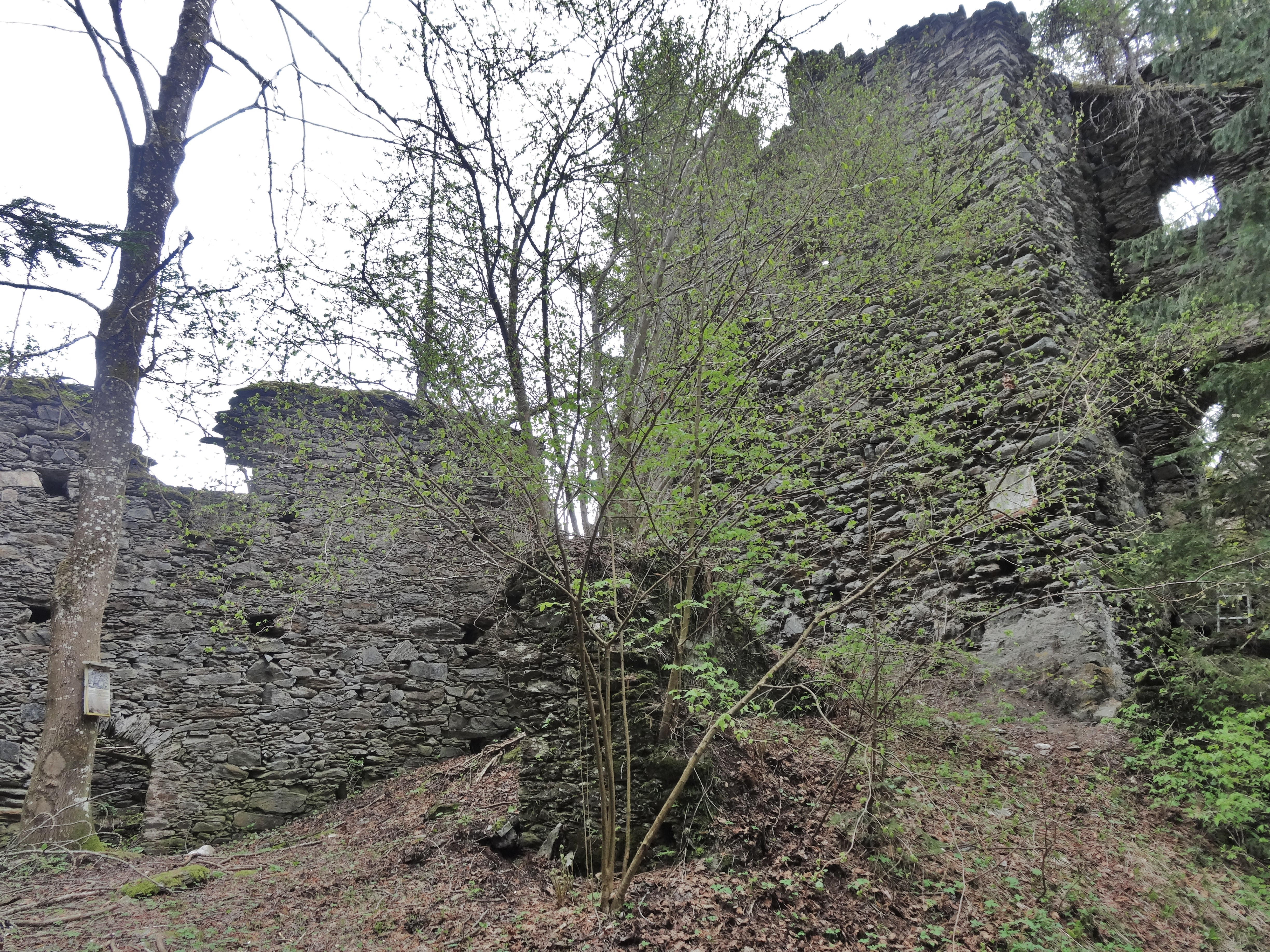
Le rovine di Prägrad

### Laghi

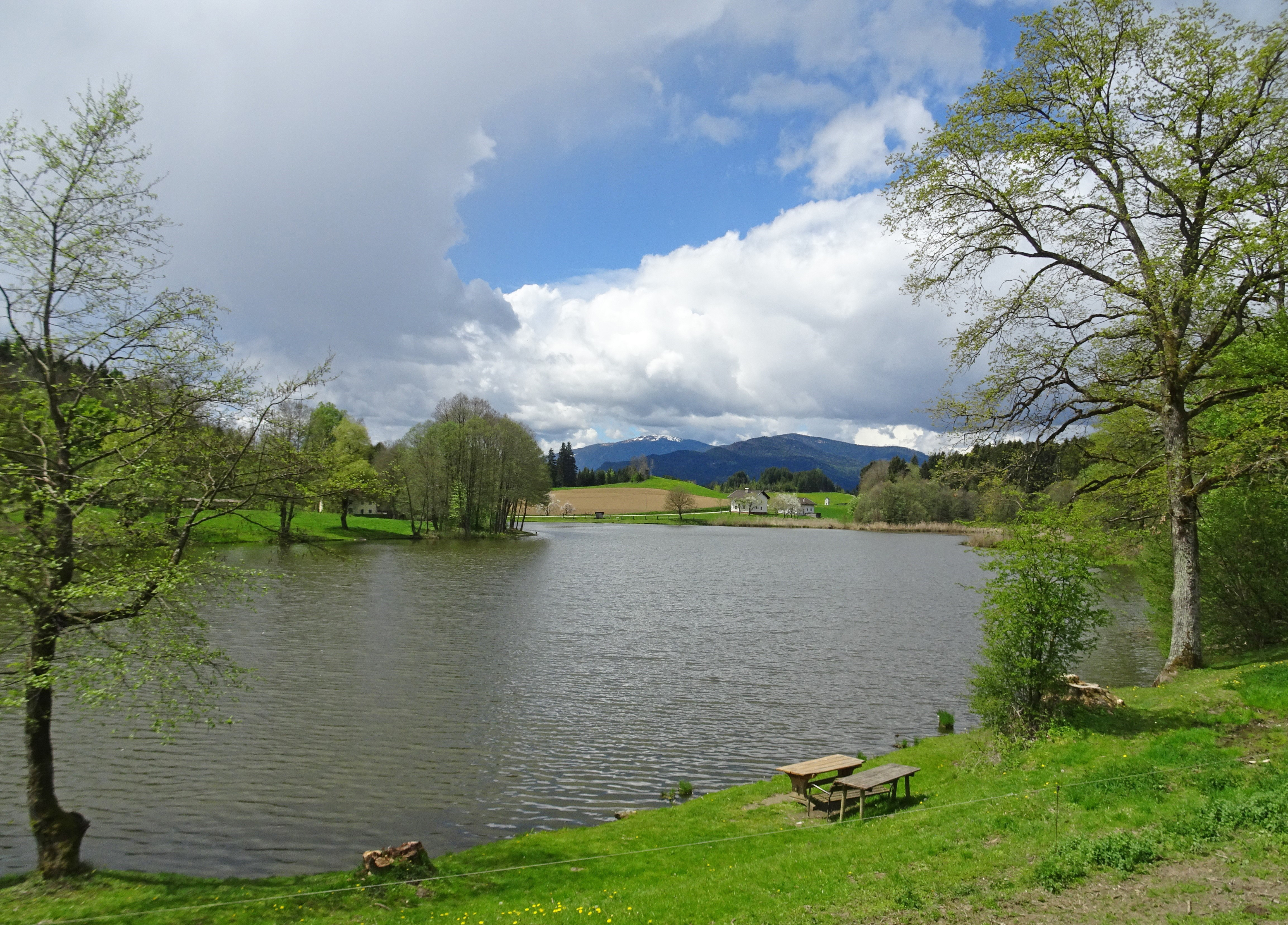
Dietrichsteiner See
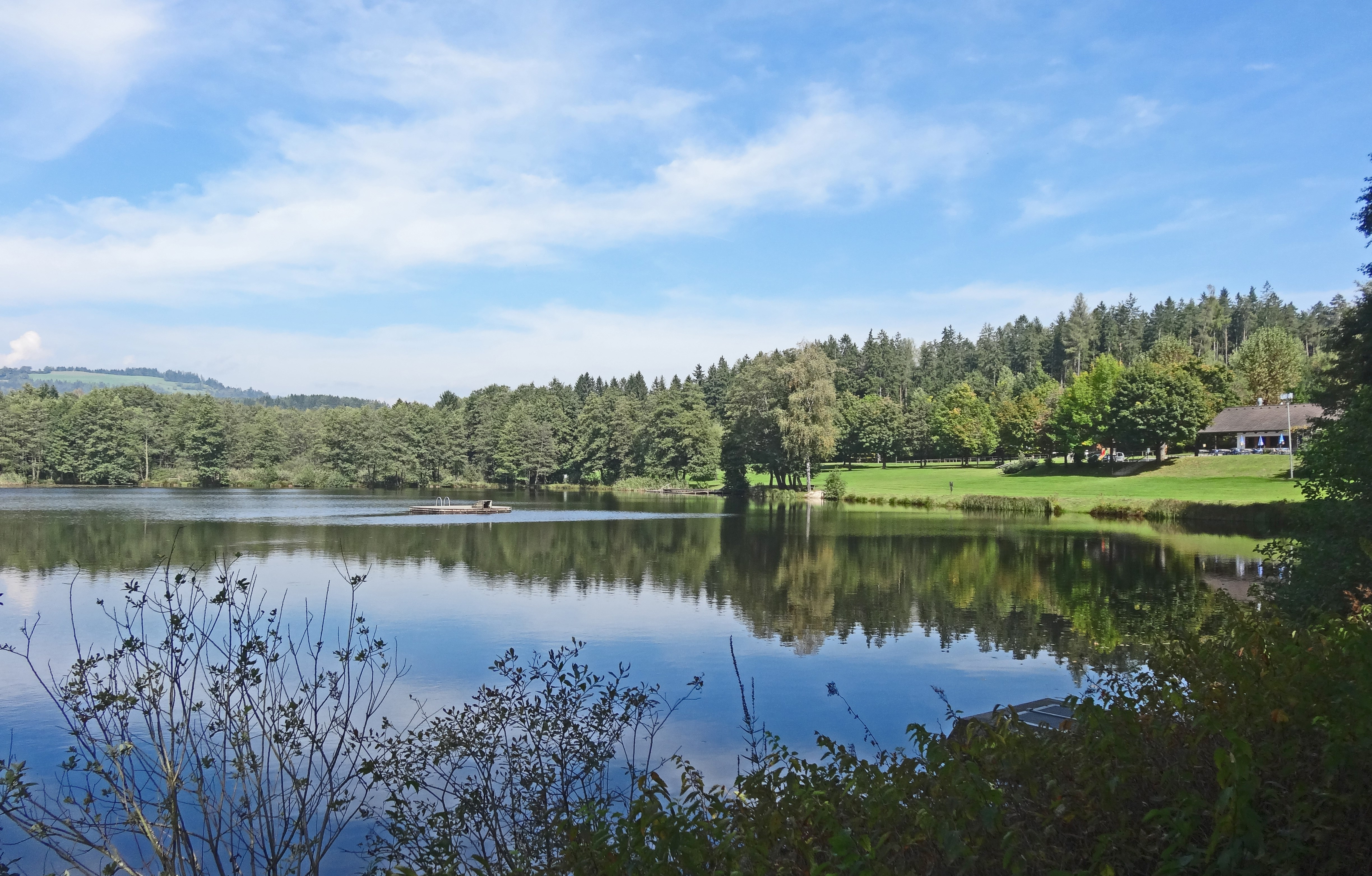
Flatschacher See
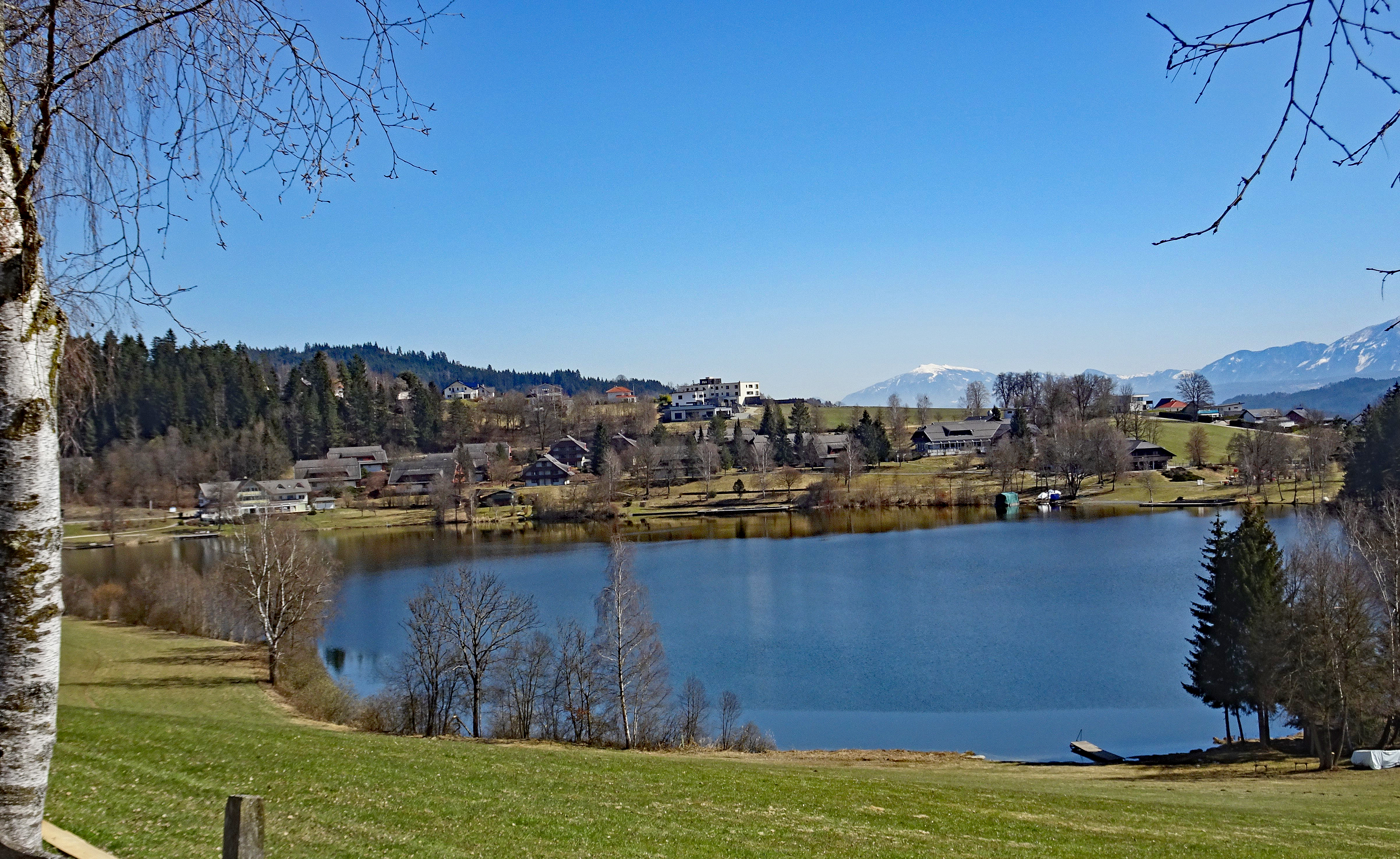
Maltschacher See

- Dietrichsteiner See
- Flatschacher See
- Maltschacher See